# Aixrafiyya
La confraria dels aixrafiyya o tariqa aixrafita fou un orde religiós musulmà de dervixos. Pren el nom d'Abd-Al·lah Àixraf Rumí, un dervix que va morir a Çin İznik (Imperi Otomà) el 1493.